# Allmersbach im Tal
Allmersbach im Tal è un comune tedesco di 4 867 abitanti, situato nel land del Baden-Württemberg.